# 旭桜隆秀
旭桜 隆秀（あさひざくら たかひで、1964年12月28日 - ）は、北海道旭川市出身で大島部屋に所属した元大相撲力士。本名は葛西 一雄。最高位は東幕下筆頭。

## 経歴
中学時代は相撲経験がなかったが、立浪部屋から独立したばかりで引退後間もない元大関旭國の大島部屋に入門。1980年3月場所「旭桜」の四股名で初土俵を踏む。当初は順調に番付を上げ、入門から1年半後の1981年9月場所、16歳8ヶ月で幕下に上がり、6勝1敗の成績。何度か三段目に落ちたこともあったが、1984年1月場所では番付をこれまでの自己最高位の東幕下3枚目まで上げた。だが、この場所5連敗と負け越して（最終的には3勝5敗の成績）からその後は負け越しが続き、溶連菌感染症やリウマチ熱により一時序二段まで落ちた。その後再び番付を上げ、1988年3月場所では東幕下筆頭まで躍進した。しかし、この場所で負け越してからは椎間板ヘルニアで負け越し続きとなり、番付を下げ（この間、四股名を本名の「葛西」に変えた）、1989年11月場所で番付外に落ち、1990年3月に断髪式を行い、5月場所限りで廃業した。
廃業後は治療に専念し、その後は持病を学ぼうとカイロプラクティック界のパイオニア塩川満章の門を叩き、独立。あん摩･マッサージ･指圧師の専門学校に入学し、「あん摩マッサージ指圧師」の国家資格を取得。整体師となり、1998年に東京都板橋区志村で開業した。
現在は現役大相撲力士や力士OB、自身の甥にあたるプロサーファー五十嵐カノアの専属トレーナーを務める。

## 各段優勝
- 三段目優勝1回（1985年7月場所）

## 改名歴
- 旭桜 隆秀 （あさひざくら たかひで）1980年3月場所-1988年7月場所
- 葛西 一雄 （かさい かずお）1988年9月場所-1990年5月場所[3]

## 参考資料
雑誌『相撲』2020年5月号　46～47頁